# 新・BS日本のうた
『新・BS日本のうた』（しんビーエスにっぽんのうた）は、NHK BSプレミアム4KとNHK BS（旧・BSプレミアム）で2015年4月12日より放送を開始した音楽番組である。

## 概要
同番組は、1997年に企画された「BS20世紀日本のうた」を基として1998年から放送された『BS日本のうた』を大規模リニューアルした形でスタートしたものであり、日本人が長年にわたり歌い続けてきた「スタンダード・ナンバー」を演歌、歌謡曲、邦楽、フォークソングなどジャンルを問わず多数紹介する。毎回、全国各地の音楽ホール、公民館、NHKの公開スタジオ・ホール（NHKホール、NHK大阪ホールなど　ただし大半の回は東京・大阪以外から流れることが多い）で行われる公演の模様から放送する。
中でも毎回「究極の9曲」では毎回珠玉の名曲を9曲メドレーで当日の出演歌手が連続披露するほか、時代を彩った名曲をゲスト自らが歌う「あの歌に再会」、大物歌手による夢の競演「スペシャルステージ」、新曲を紹介する「イマオシ」も展開される。また、前番組ではNHKのアナウンサーが固定して司会進行（2017年7月現在、一部の回ではスペシャルステージの進行役で務める）を務めたが、この番組では当日出場する歌手の中から2人（組）を選び出して、回替わりで進行する形を取る。これとは別で伊東四朗がナビゲーター（ナレーション）として番組を案内する。
2015年8月9日初回放送分からは、番組開始直後に司会進行の歌手がタイトルコール（前回までは番組エンディング時のみ）の音頭を取る事をはじめ、案内役の伊東がナレーションでの役割（番組冒頭の収録地や主な歌手の紹介、進行役歌手の選び出し、エンディングでのねぎらいコメントおよびタイトルコールなど）が曲紹介だけになった。
2018年4月8日（通算105回）放送分からは、NHKのアナウンサーが再び司会進行及び曲紹介を務めるのに伴い、歌手がタイトルコールの音頭をとることはなくなった。
前番組にあたる『BS日本のうた』同様、収録地の中学校・高校のダンス部・合唱部・吹奏楽部がエキストラ（いわゆるガヤ枠）として出演するのがお約束である。

## 司会者

### 現在
- 佐々木芳史（2025年4月 - ）

### 過去
- 伊東四朗（2015年8月9日 - 2018年3月25日、案内役）
  - 以前に毎年恒例の歌番組・家族で選ぶにっぽんの歌（NHK総合）で父親（司会）役を務めていた。
- 小松宏司（2018年4月8日 - 2020年3月29日、『BS日本のうた』以来2度目）
- 田村直之（2020年4月5日 - 2021年10月10日、NHKを退局し富士通マーケティング部への転職に伴い降板）
- 近藤泰郎（2021年10月14日 - 2022年3月）
- 渡辺健太（2022年4月 - 2025年3月）

## 放送日時
- 毎週日曜 19:30 - 21:00（BSプレミアム→BSプレミアム4K・BS）
  - 2024年1月14日以降は、BSでは同時刻に1週遅れで放送。

「BS日本のうた」セレクション放送や「虹の架け橋まごころ募金コンサート」（徳光和夫・藤原紀香司会。10月にNHKホールで収録・一般社団法人日本音楽事業者協会主催でNHKが放映権を所有）放送の場合あり。
- 隔週月曜 20:00 - 21:30（BS4K）2019年度
- 再放送
  - 放送翌週土曜 11:30 - 13:00（BSプレミアム→BSプレミアム4K・BS）2023年度以降
  - 放送次週土曜 12:00 - 13:30（BSプレミアム）2022年度まで[2]
  - 放送次々週金曜 16:30 - 18:00（BSプレミアム→BSプレミアム4K）
  - 放送翌週月曜 20:00 - 21:30（BS4K）2019年度

チャンネル銀河で過去回が再放送されている。

## 主なコーナー
- （コーナー名無し）
10曲～12曲を小松宏司による曲紹介で当日出演の歌手が連続披露する（2015年9月6日 - ）。当初は公式ウェブサイトで「古今東西名曲特選」なるタイトルが載ったが、放送上コーナー名はない。（2018年3月25日初回放送分までは伊東が務めていた）
- 古今東西名曲特選（2015年9月6日 - ）
小松宏司による曲紹介で11曲を当日出演の歌手が連続披露する。（2018年3月25日初回放送分までは伊東が、2018年4月8日初回放送分から2020年3月29日放送分までは小松アナが務めていた）
- あの歌に再会
- スペシャルステージ
- 特報！新曲情報（2018年4月8日 - ）

過去
- 究極の9曲（2015年4月12日 - 2015年8月16日） 
伊東による曲紹介で9曲を当日出演の歌手が連続披露する。
- イマオシ（2015年4月12日 -2018年3月25日）

## 派生番組
- 演歌フェス（2019年9月9日、16:30 - 22:00（BS4K））

当番組のスタッフが手掛けた番組